# لويس فويتون (مصمم)
لويس فيتون (
نطق فرنسي: [lwi vɥitɔ̃]
؛ ٤ أغسطس ١٨٢١ - ٢٧ فبراير ١٨٩٢)  كان مصمم أزياء ورجل أعمال فرنسيًا. كان مؤسسًا لماركة Louis Vuitton لبيع السلع الجلدية التي تمكلها شركة LVMH في الوقت الحالي. قبيل ذلك، تم تعيين ڤويتون كصانع حقائب للإمبراطورة أوجيني دي مونتيجو، زوجة نابليون الثالث.

## الحياة والوظيفة

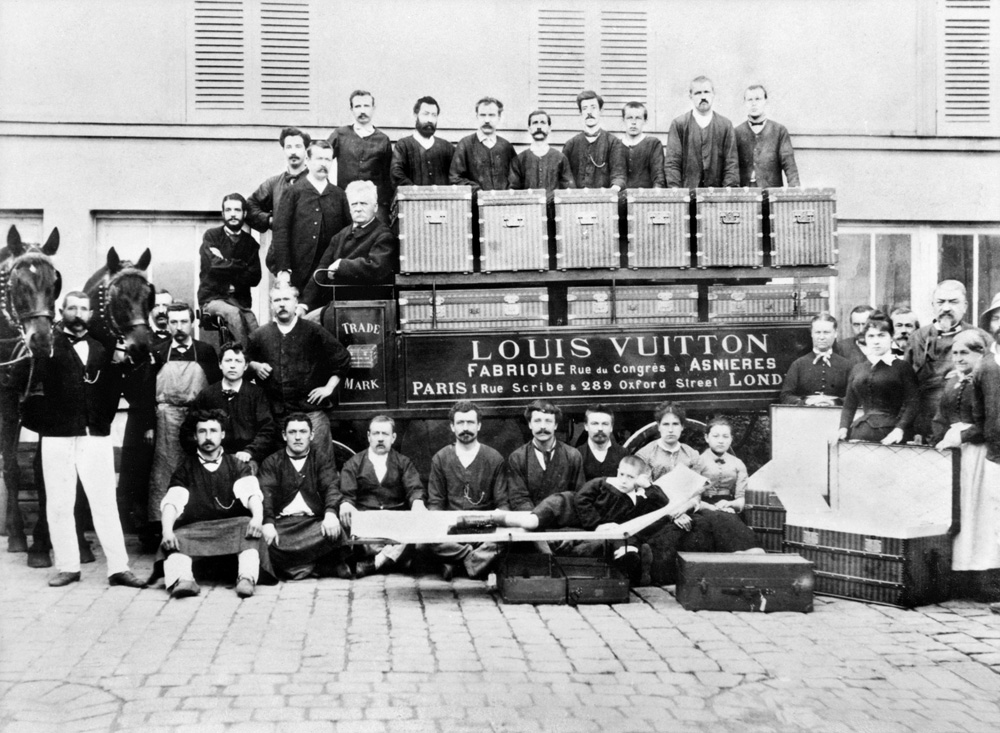
في فناء ورش أسنيير حوالي عام ١٨٨٨، لويس وجورج وجاستون إل فويتون (جالسون على صندوق)

ولد ڤويتون في عائلة يتكون منها الحرفيين والنجارين والمزارعين. توفيت والدته في سن العاشرة، التي كانت تعمل بصنع القبعات، وبعد فترة وجيزة تبعها والده. كان ڤويتون يعاني من علاقة صعبة مع زوجة أبيه التي تبنته. غادر فويتون منزله المتواجد في أنشاي، في فرانش كومتيه خلال فصل الربيع في عام ١٨٣٥، عن عمر يناهز ١٣ عامًا. عمل في وظائف غريبة طيلة طريق السفر، سافر ڤويتون ما يقارب من ٩٢٩ ميلاً (٤٧٠ كم) إلى باريس. وصل في عام ١٨٣٧، في وسط الثورة الصناعية، خلالها تدرب على يد السيد ماريشال الذي يعمل كصانع حقائب ناجح. في غضون بضع سنوات، اكتسب ڤويتون سمعة طيبة بين الطبقة الأكثر أناقة في باريس باعتباره واحد من الممارسين الرئيسيين لهذه الحرفة في المدينة.
بعد إعادة تأسيس الإمبراطورية الفرنسية تحت حكم نابليون الثالث، تم التعاقد مع ڤويتون كصانع حقائب وصناديق شخصي وأمتعة الإمبراطورة الفرنسية. كانت مهمته «حزم أجمل الملابس بأناقة». وقد أتاح ذلك لـڤويتون بابًا إلى النخبة والعملاء الملكيين الآخرين الذين وفروا له فرص العمل لبقية حياته المهنية.
في عام ١٨٥٤ وفي سن ٣٣، تزوج ڤويتون من كليمنس إيميلي باريو البالغة من العمر ١٧ عامًا. بعد فترة وجيزة، غادر متجر مدينة ماريشال وافتتح ورشة صنع الأمتعة وتعبئتها الخاصة به في مدينة باريس. عُلقت لافتة كتِب عليها: «إحزم أكثر الأشياء هشاشة بأمان. متخصصون في أزياء الأمتعة» خارج متجره. في عام ١٨٥٨، قدم ڤويتون حقائبه القماشية المستطيلة الثورية المستوحيه من HJ Cave & Sons of London في وقت كان لا يتوفر في السوق غير الحقائب الجلدية المستديرة الشكل. أدى إرتفاع الطلب على تصاميم ڤويتون للحقائب المتينة وخفيفة الوزن إلى التوسع لورشة عمل أكبر في بلدة Asnières-sur-Seine. كان يطلق على الخامة الأصلية لقماش الشيلاك «داميير».
صمم ڤويتون أيضًا أول قفل مانع للكسر في العالم. تم الاحتفاظ بجميع أنماط القفل بأمان في غرف عمل ڤويتون وتم تسجيلها باسم مالك الحقيبة في حالة الحاجة إلى عمل مفتاح آخر.
في عام ١٨٧١، انخفض الطلب بشكل حاد كنتيجة للحرب الفرنسية البروسية. كانت ورشة ڤويتون في حالة من الفوضى. حيث سُرقت العديد من أدواته واختفى طاقم العمل. أعيد بناء ڤويتون على الفور، حيث أقام متجرًا جديدًا الذي يقع بجوار نادي الفرسان في شارع رو سكرايب المرموق في وسط باريس. أقدم ڤويتون بعمل تصميمًا جديدًا في عام ١٨٧٢، يتميز بتصميمات ذات اللون البيج بحروف أحادية مع شريط أحمر كتوقيعًا لعلامته التجارية لفترة طويلة استمرت حتى بعد وفاته في عام ١٨٩٢.

## روابط خارجية
- لويس فويتون على البحث عن قبر